# Кашолц (Сибињ)
Кашолц (рум. Cașolț) насеље је у Румунији у округу Сибињ у општини Рошија. Oпштина се налази на надморској висини од 394 m.

## Становништво
Према подацима из 2002. године у насељу је живело 666 становника.

### Попис2002.
| Расподела становништва по националности 2002.‍ | Расподела становништва по националности 2002.‍ | Расподела становништва по националности 2002.‍ | Расподела становништва по националности 2002.‍ | Расподела становништва по националности 2002.‍ |
| --------------------------------------------- | --------------------------------------------- | --------------------------------------------- | --------------------------------------------- | --------------------------------------------- |
|                                               |                                               |                                               |                                               |                                               |
| Румуни                                        | Румуни                                        |                                               | 649                                           | 97,6%                                         |
| Роми                                          | Роми                                          |                                               | 11                                            | 1,7%                                          |
| Немци                                         | Немци                                         |                                               | 5                                             | 0,8%                                          |